# British Racing and Sports Car Club
O British Racing and Sports Car Club (BRSCC) é um dos maiores organizadores de eventos motorizados no Reino Unido.

## História
Foi fundado em 1946, sendo então conhecido como 500 Club. O clube promoveu corridas em monolugares de 500 c.c., mais tarde conhecidos como Fórmula 3. A Motor Sport noticiou em 1947: "O patrão do 500 Club é Earl Howe, o seu Presidente é "Sammy" Davis, e os seus Vices-Presidentes são os Srs. Findon, Mays e Pomeroy, que fala por ela própria. Será ocupada pelo Club uma vaga, na próxima Shelsley Walsh Speed Hill Climb, e sua revista, "Iota", estará à venda aí." O nome foi mudado para The Half Litre Club, tornando-se uma empresa Limitada.
Em 1954, a Motor Sport noticiou: "O Half-Litre C.C. está a contemplar em mudar o seu nome para British Racing and Sports-Car Club, tendo em vista a mudança de actividades."
Em 1966, o BRSCC levou a cabo o sétimo festival Racing Car Show, entre 19 e 29 de Janeiro, no Olympia West Wall, em Londres. Nessa época o clube foi chamado de Motor Racing.
Actualmente, o clube organiza, além de vários campeonatos internos, os prestigiados campeonatos Britânicos de F3 e GT, em associação com a SRO, estando ainda envolvido na organização das rondas britânicas de campeonatos internacionais como o FIA GT ou as Le Mans European Series.